# Byslätt
Byslätt är en bebyggelse öster om Viskan, riksväg 41 och Horred i Istorps socken i Marks kommun. Från 2015 avgränsar SCB här en småort.